# Cecidomyia albipes
Cecidomyia albipes är en tvåvingeart som först beskrevs av Walker 1856.  Cecidomyia albipes ingår i släktet Cecidomyia och familjen gallmyggor. Inga underarter finns listade i Catalogue of Life.